# Dwars door België 1963
De 19e editie van Dwars door België werd verreden op zaterdag 6 en zondag 7 april 1963. De koers viel tegelijk met Parijs-Roubaix. Het eindklassement werd opgemaakt op punten.

## 1e etappe

### Wedstrijdverloop
De start van de 1e etappe lag in Waregem en de finish in Ciney. De afstand bedroeg 208 km. Er gingen 96 renners van start in Waregem. Het was een koude dag, maar wel droog. Aan de voet van de Kwaremont lagen 2 Nederlandse renners op kop, maar in Aat kwam het peloton weer samen en met 60 renners ging het verder. Het regende aanvallen en door de wind  werden waaiers getrokken waardoor veel renners achterop raakten. De klim van de Côte de Lustin zorgde niet voor verdere afscheiding, maar in Natoye demarreerde Covens, na 173 km in Spontin lag hij al ruim 1 minuut voor op de achtervolgende groep. In Ciney was dit opgelopen naar 1'30", maar in de lokale ronden verloor hij terrein, toch won Covens deze etappe.

### Hellingen
Voor zover bekend moesten de volgende hellingen in de 1e etappe beklommen worden:

### Uitslag
| Plaats  | Naam          | Ploeg | Tijd     |
| ------- | ------------- | ----- | -------- |
| Winnaar | Albert Covens |       | 6u15'00" |
| 2       | Robert Seneca |       | op 35"   |
| 3       | Roman Clement |       | z.t.     |

## 2e etappe

### Wedstrijdverloop
De 2e etappe ging een dag later van Ciney terug naar Waregem, de afstand bedroeg 220 km. Er gingen 89 renners van start in Ciney. Het was zonnig en wind mee, het regende aanvallen, maar geen enkele had succes en na 70 km was het peloton nog steeds samen. Deferme plaatste een demarrage en in Opwijk had hij al 1'30" voorsprong. Raes en Clement zetten de achtervolging in en wisten in Huise-Lozer de ontsnapte Raes bij te halen. Geurts, Rosseel en Luyten maakten ook de oversteek naar de kop van de wedstrijd. De 6 renners gingen de sprint aan en Luyten won deze etappe, maar Clement won deze editie van Dwars door België. 

### Uitslag
| Plaats  | Naam        | Ploeg | Tijd     |
| ------- | ----------- | ----- | -------- |
| Winnaar | Rik Luyten  |       | 5u33'00" |
| 2       | Jos Geurts  |       | z.t.     |
| 3       | Pol Rosseel |       | z.t.     |

## Eindklassement
| Plaats  | Naam               | Ploeg | Punten |
| ------- | ------------------ | ----- | ------ |
| Winnaar | Roman Clement      |       | 7      |
| 2       | Dieter Puschel     |       | 13     |
| 3       | Robert Seneca      |       | 17     |
| 4       | Jos Dewit          |       | 22     |
| 5       | Jos Bosmans        |       | 23     |
| 6       | José Thumas        |       | 23     |
| 7       | Lambert van de Ven |       | 24     |
| 8       | Gilbert Maes       |       | 27     |
| 9       | Willy Raes         |       | 30     |
| 10      | Willy Butzen       |       | 30     |

1945 · 1946 · 1947 · 1948 · 1949 · 1950 · 1951 · 1952 · 1953 · 1954 · 1955 · 1956 · 1957 · 1958 · 1959 · 1960 · 1961 · 1962 · 1963 · 1964 · 1965 · 1966 · 1967 · 1968 · 1969 · 1970 · 1971 · 1972 · 1973 · 1974 · 1975 · 1976 · 1977 · 1978 · 1979 · 1980 · 1981 · 1982 · 1983 · 1984 · 1985 · 1986 · 1987 · 1988 · 1989 · 1990 · 1991 · 1992 · 1993 · 1994 · 1995 · 1996 · 1997 · 1998 · 1999 · 2000 · 2001 · 2002 · 2003 · 2004 · 2005 · 2006 · 2007 · 2008 · 2009 · 2010 · 2011 · 2012 · 2013 · 2014 · 2015 · 2016 · 2017 · 2018 · 2019 · 2020 · 2021 · 2022 · 2023 · 2024

Lijst van beklimmingen